# Tony Jagitsch

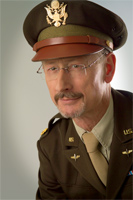
Tony Jagitsch

Tony Jagitsch, eigentlich Anton Jagitsch, (* 19. August 1948 in Eggenburg; † 9. Oktober 2024 in Tulln) war ein österreichischer Jazzmusiker. Er spielte neben der Klarinette auch Saxofon und Schlagzeug.

## Leben und Wirken
Jagitsch verbrachte seine Schulzeit in Wien. Von 1968 bis 1972 studierte er am Wiener Konservatorium Klarinette. In der Zeit von 1968 bis 1979 war Jagitsch neben seiner Tätigkeit in der Privatwirtschaft als Klarinettist und Saxofonist in diversen Orchestern, Dixielandbands und als Leiter der Vienna All Star Big Band tätig. Von 1972 bis 1984 gab er Musikunterricht für junge Talente. Er gründete im 9. Wiener Bezirk ein Jugendblasorchester bei der Pfadfindergruppe 21, das nach fünf Jahren als bestes Jugendblasorchester Wiens ausgezeichnet wurde. In dieser Zeit gab er seine ersten zwei Auslandskonzerte beim Blasmusikfestival in Meran.
1984 gründete und leitete er die Swing Time Big Band sowie das Tanzorchester Tony Jay and his Orchestra. Von 1992 bis 2000 war er insgesamt siebenmal zum TV-Auftritt im Musikantenstadl eingeladen. Ein eigener Film wurde am Millstätter See gedreht. Es folgten TV-Auftritte im ZDF in Mainz, bei Marianne und Michael und anderen. 1997 wurde aus der Swing Time Big Band ein professionelles Orchester. Dieses nahm 1998 und 2000 am Glenn Miller Festival nach Clarinda (Iowa, USA) teil. Dazwischen folgten viele Tourneen durch Deutschland, Norwegen, Schweden, Dänemark und die Schweiz.
Am 18. Dezember 2006 wurde ihm als Präsident des Europäischen Glenn Miller Instituts das Österreichische Ehrenkreuz für Wissenschaft und Kunst für dessen Einsatz zur Erhaltung und Pflege des Schaffens Glenn Millers verliehen.
Jagitsch war verheiratet und hatte eine Tochter.